# Radiologiska vapen
Ett radiologiskt vapen är ett stridsmedel som utsätter mål för joniserande strålning (Chornobyl) utan att som kärnvapen utlösa en kärnexplosion. Smutsiga bomber och gammabomber är exempel på radiologiska vapen.  